# Pietrabbondante
Pietrabbondante is een gemeente in de Italiaanse provincie Isernia (regio Molise) en telt 940 inwoners (31-12-2004). De oppervlakte bedraagt 27,3 km², de bevolkingsdichtheid is 34 inwoners per km².
De volgende frazioni maken deel uit van de gemeente: Arco, Macere, Ortovecchio, Ragusa-San Vincenzo, Sant'Andrea, Troilo, Vigna La Corte.

## Demografie
Pietrabbondante telt ongeveer 383 huishoudens. Het aantal inwoners daalde in de periode 1991-2001 met 13,3% volgens cijfers uit de tienjaarlijkse volkstellingen van ISTAT.
| Jaar | Inwoneraantal |
| ---- | ------------- |
| 1991 | 1108          |
| 2001 | 961           |

## Geografie
De gemeente ligt op ongeveer 1027 m boven zeeniveau.
Pietrabbondante grenst aan de volgende gemeenten: Agnone, Castelverrino, Chiauci, Civitanova del Sannio, Pescolanciano, Poggio Sannita.

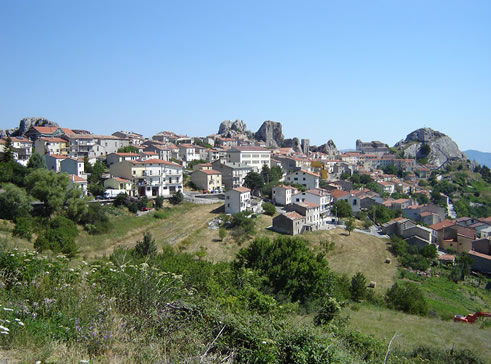
Pietrabbondante
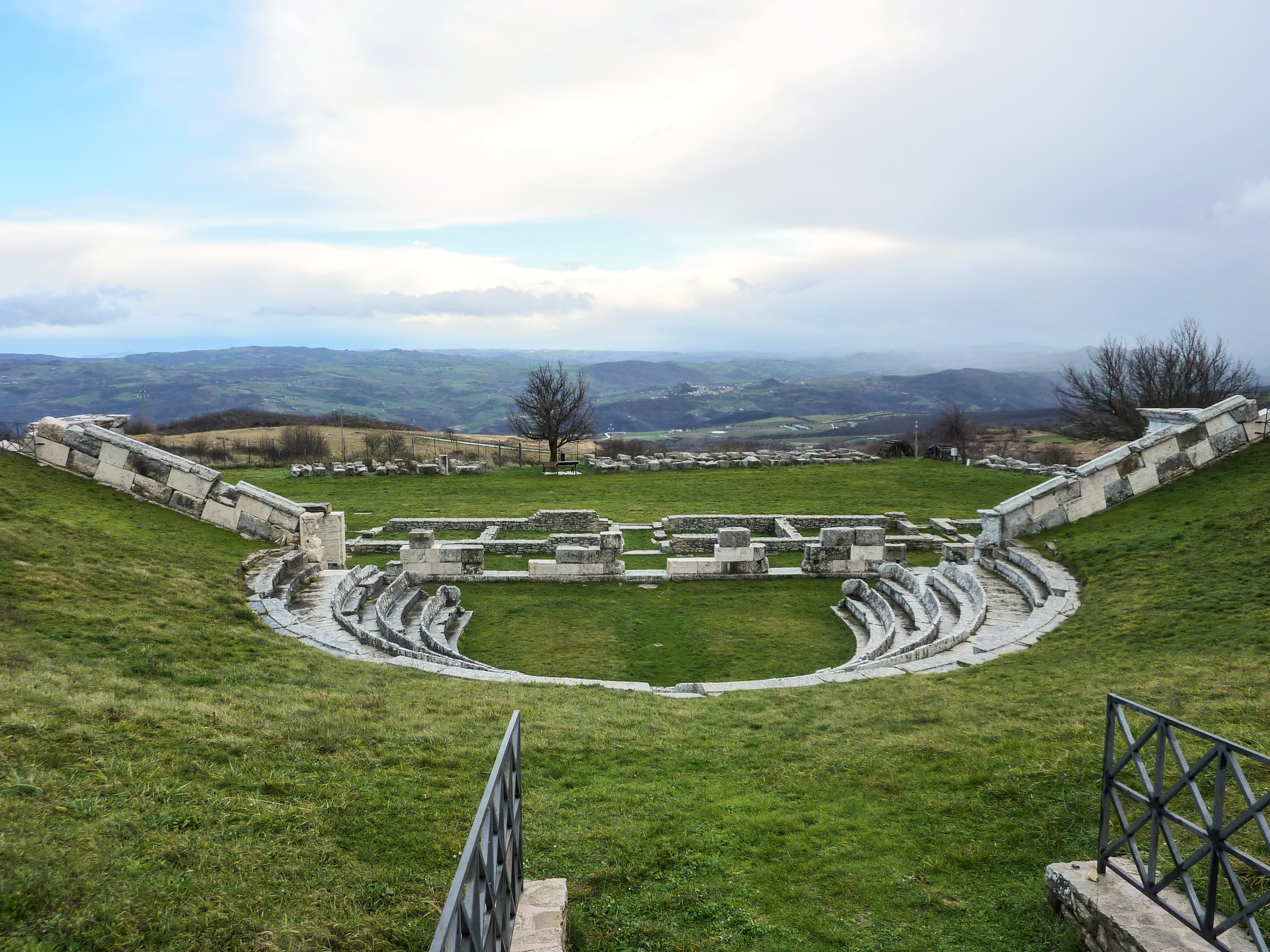
Amfitheater van Pietrabbondante
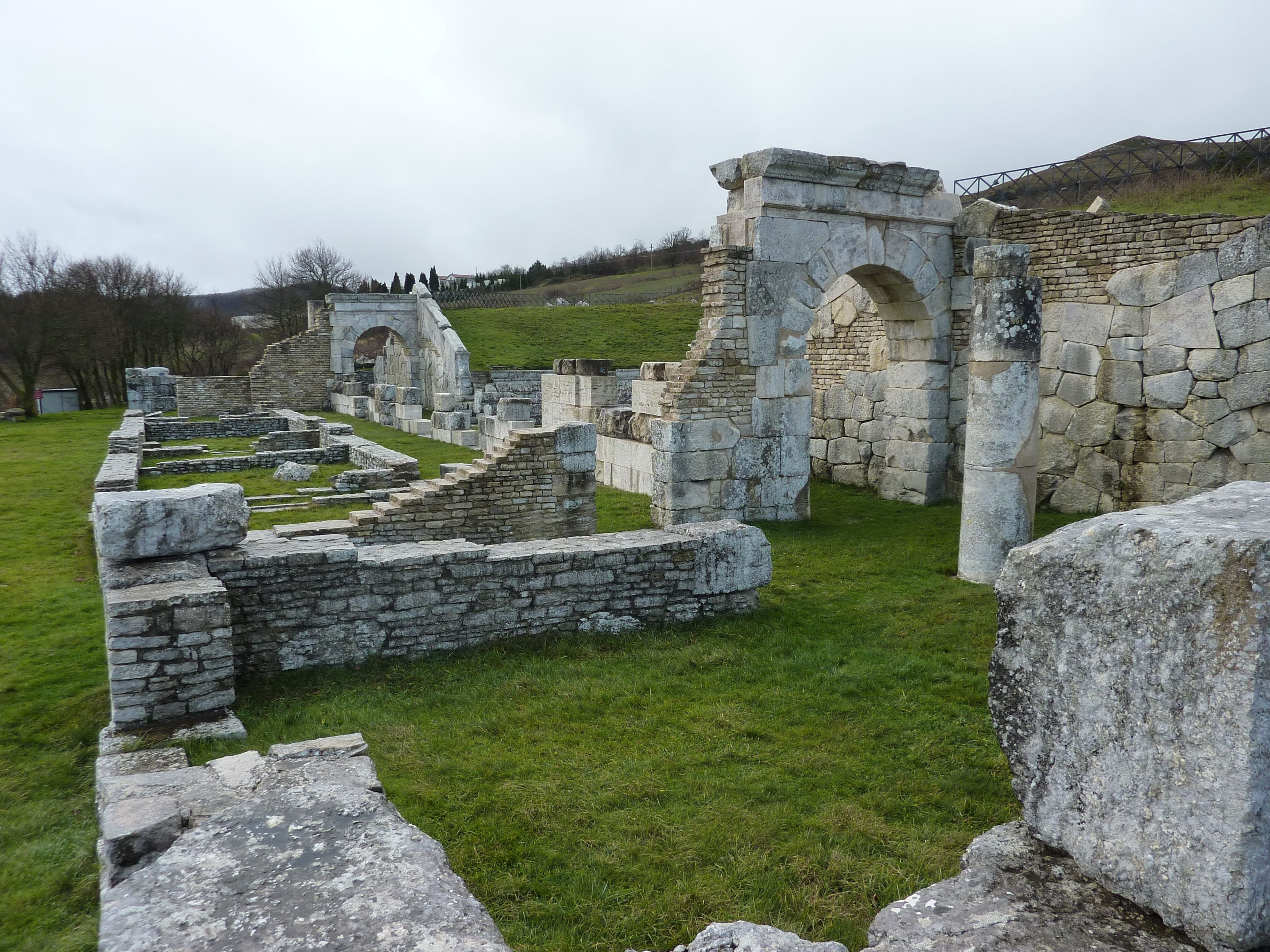
Ruïnes bij Pietrabbondante
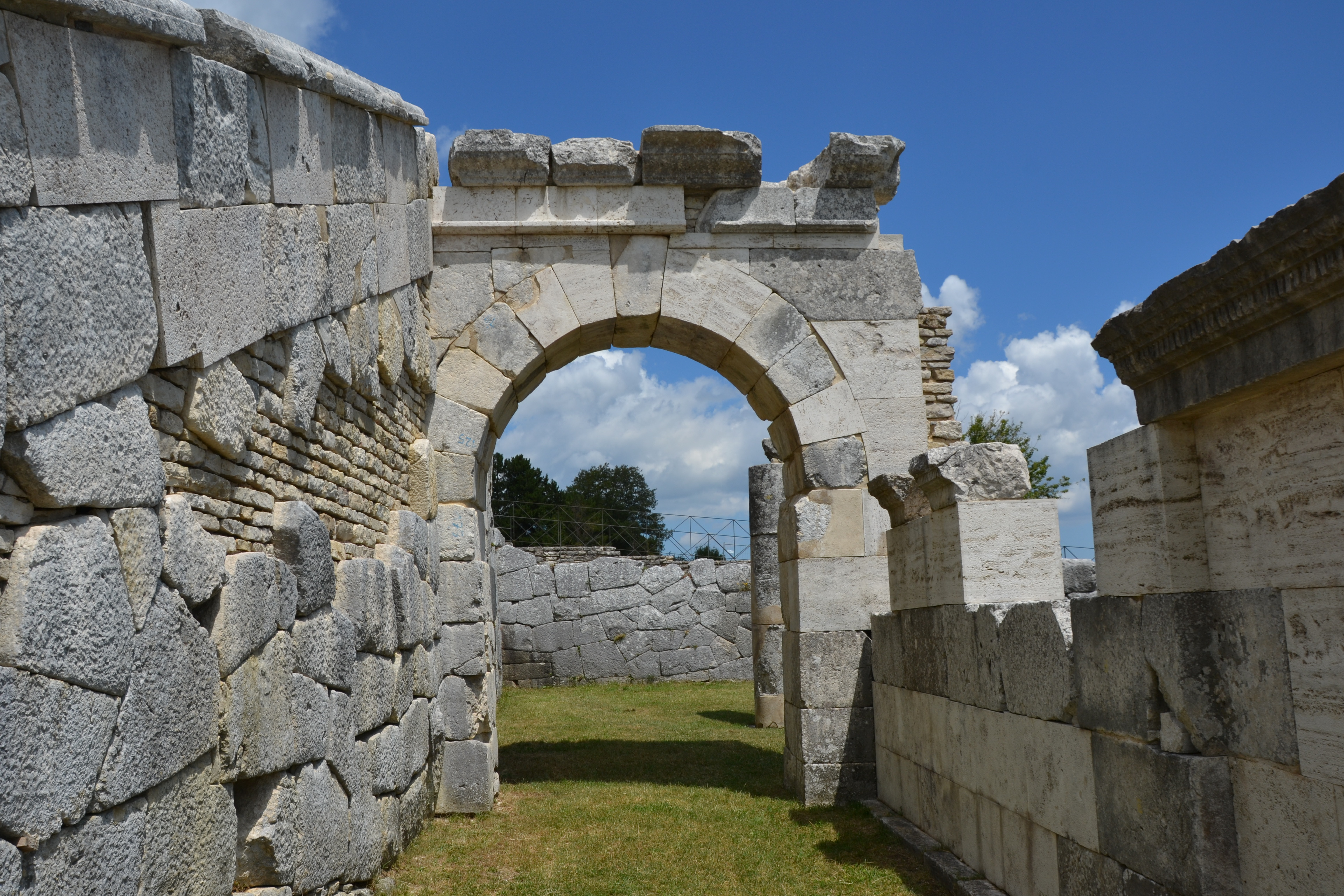
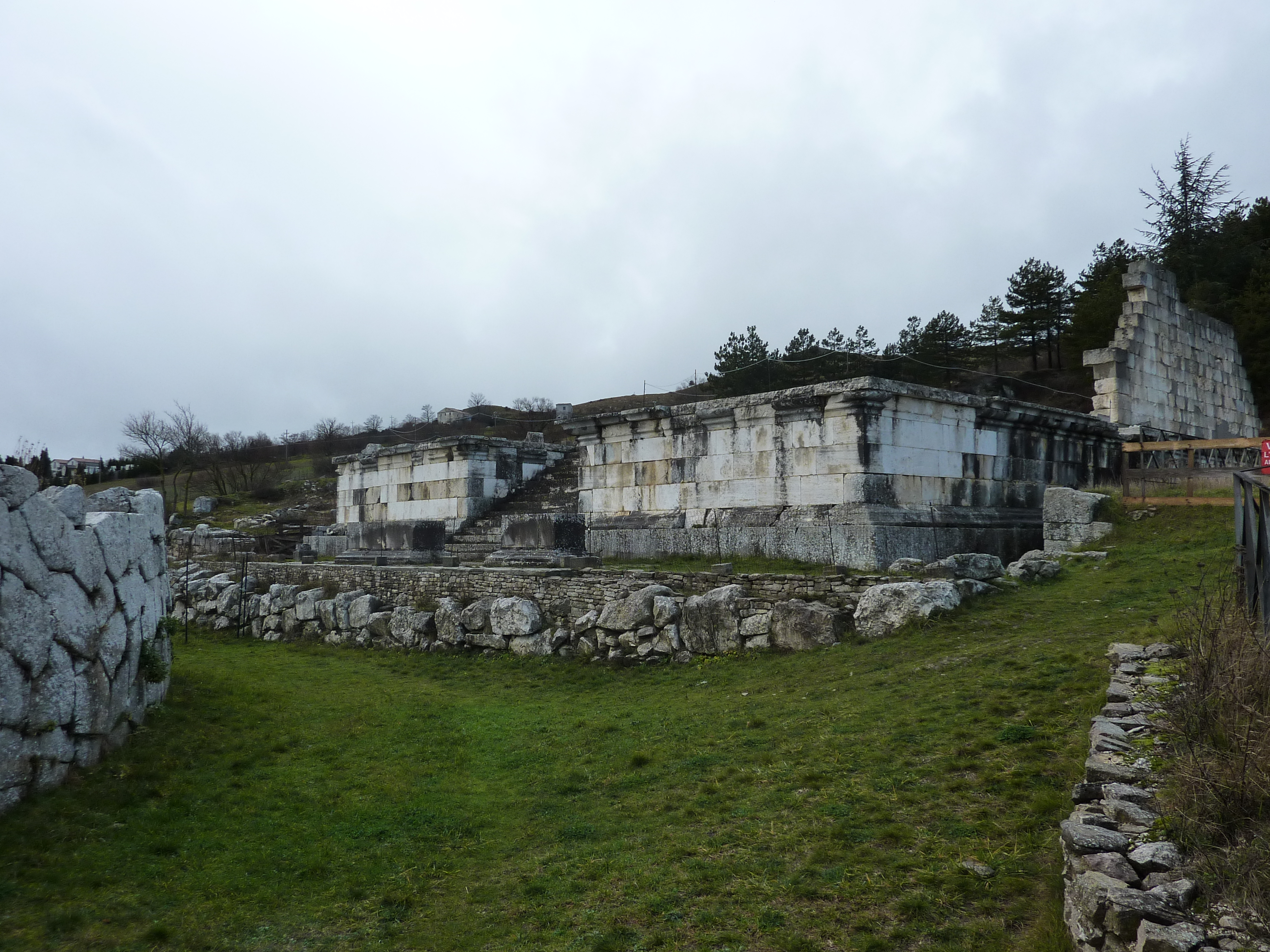